# Teruki Hara
Teruki Hara (原 輝綺, Hara Teruki), né le 30 juillet 1998 à Saitama, est un footballeur international japonais. Il évolue au poste de milieu défensif au Nagoya Grampus.

## Biographie

### En équipe nationale
Avec les moins de 19 ans, il participe au championnat d'Asie des moins de 19 ans en 2016. Le Japon remporte le tournoi en battant l'Arabie saoudite en finale après une séance de tirs au but.
Avec les moins de 20 ans, il participe à la Coupe du monde des moins de 20 ans 2017 organisée en Corée du Sud. Lors du mondial junior, il joue quatre matchs. Le Japon est éliminé en huitièmes de finale par le Venezuela.

## Palmarès
- Vainqueur du championnat d'Asie des moins de 19 ans en 2016 avec l'équipe du Japon des moins de 19 ans